# Vittoria sulle tenebre
Vittoria sulle tenebre (Bright Victory) è un film del 1951 diretto da Mark Robson.
Fu presentato in concorso al 4º Festival di Cannes.

## Trama
Rimasto cieco a causa della guerra un sergente fatica ad accettare la nuova situazione arrivando a tentare il suicidio.
La tenacia di alcune persone oltre a salvargli la vita lo guidano verso una nuova maniera di vivere nonostante l'infermità.

## Riconoscimenti
- Golden Globe 1952
  - Migliore sceneggiatura